# Schilleroper

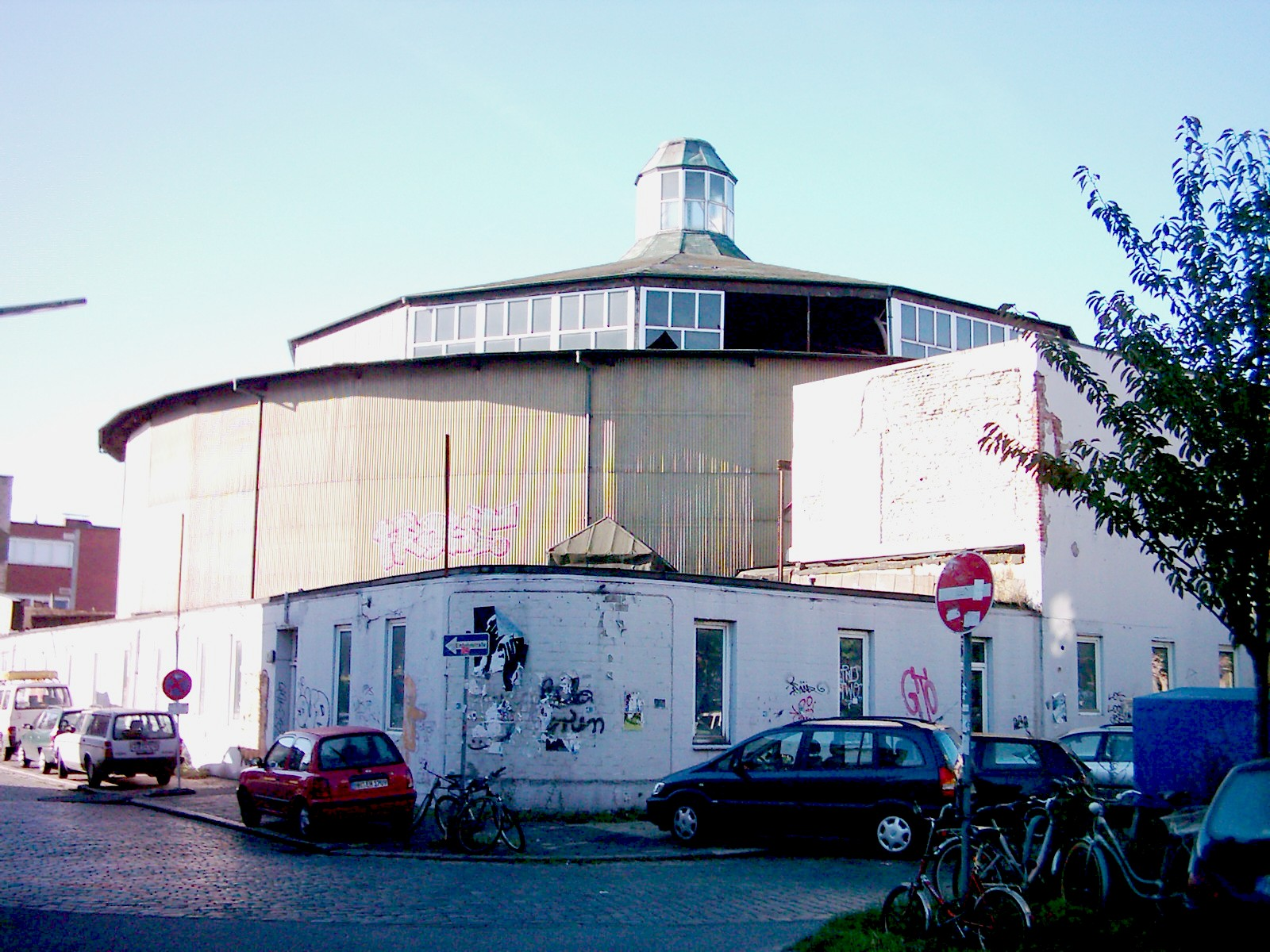
Die Schilleroper (Zustand 2007)

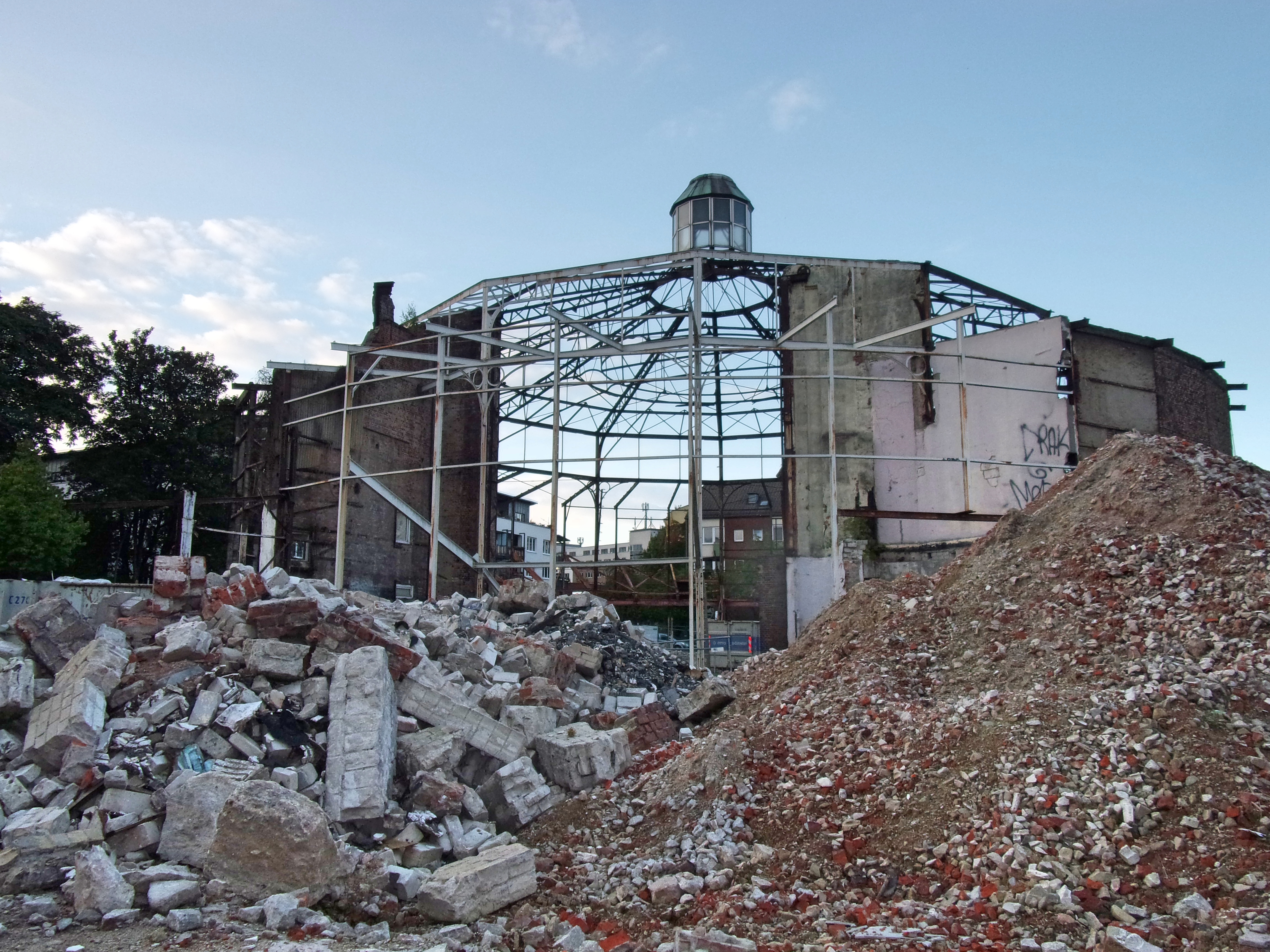
Schilleroper in Hamburg St. Pauli, Freilegung der Rotunde Stand September 2021

Die Schilleroper ist ein denkmalgeschütztes Zirkus-Theater in Hamburg-St. Pauli und Namensgeberin der Straße Bei der Schilleroper. Derzeit steht das in Deutschland einzigartige Gebäude mit der amtlichen Belegenheit Bei der Schilleroper 14 / 16 / 20 leer.

## Geschichte

### 19. Jahrhundert
Die Schilleroper gehörte bis zum Inkrafttreten des Groß-Hamburg-Gesetzes und seiner Grenzverschiebungen zur preußischen Nachbarstadt Altona/Elbe.
Der durch Krieg und Abnutzung veränderte runde Stahlskelettbau war 1889 bis 1891 für 38.000 Mark für den Circus Busch erbaut worden. Er wurde 1891 mit einer Galavorstellung eröffnet und fasste insgesamt dreitausend Zuschauer. In Nebengebäuden befanden sich u. a. Artistenwohnungen, ein Requisitenfundus und Elefantenställe. Der Zirkus zog bereits 1899 in einen neuen festen Zirkusbau am Zirkusweg nahe der Reeperbahn um.
Durch seine ursprüngliche Nutzung erhielt das 24 Meter hohe Hauptgebäude der Schilleroper die von einem Zirkuszelt oder großen Zelttheater abgeleitete Rundform. Diese Rotunde, deren Gestalt im Verlauf des 20. Jahrhunderts mehrfach verändert wurde, war bis 2021 von ein- und zweigeschossigen Anbauten umgeben. So wurde u. a. das historische Foyer und Bühnenhaus nur vereinfacht wieder aufgebaut, nachdem es im Zweiten Weltkrieg durch Bomben stark beschädigt worden war. Die Grundstücksfläche beträgt rund 3050 m².

### 20. Jahrhundert
Ab 1904 wurde der frühere Zirkusbau nach Plänen des Architekten Ernst Michaelis zum Theater umgebaut und am 20. April 1905 mit Schillers Wilhelm Tell wiedereröffnet. Zugleich erhielt das Gebäude anlässlich dessen einhundertsten Todestags den Namen „Schiller-Theater“. Dort wurden Opern und Tragödien, Revuen und so genannte „Sittenstücke“ aufgeführt. In den 1920er Jahren standen zahlreiche Stücke mit politisch-zeitgeschichtlichen Inhalten auf dem Spielplan – wie Lebenslänglich, Pioniere in Ingolstadt, Paragraph 218 oder Brechts und Weills Aufstieg und Fall der Stadt Mahagonny. Auch Laiengruppen der Hamburger Arbeiterbewegung nutzten es für ihre Aufführungen. Hans Albers hatte hier 1939 als Mitglied des Ensembles eine Reihe von Bühnenauftritten.
Das Theater stand ab 1927 kurz vor der Zahlungsunfähigkeit und wurde durch Subventionen des Altonaer Magistrats gerettet. Anfang 1933 erhoben die Nationalsozialisten deswegen Korruptionsvorwürfe gegen Oberbürgermeister Max Brauer und den zuständigen Senator August Kirch; tatsächlich hatten beide von Intendant Max Ellen Geschenke und Zahlungen angenommen und standen deswegen nach der Machtergreifung auch vor Gericht.
Nach einem Umbau 1932 wurde aus dem „Schiller-Theater“ die „Oper im Schiller-Theater“, dann die „Schiller-Oper“. Sie wurde am 4. September 1932 mit einer Aufführung des Freischütz wieder eröffnet. Weder die Neubarock- noch die Jugendstilfassade (Architekten: Lehmann bzw. Hein) und auch nicht die expressionistische Moderne des Umbaus von 1932 (Architekten: Esselmann & Gerntke) haben überlebt.
In der Epoche ab 1933 passte sich auch die „Schiller-Oper“ schnell den neuen politischen Verhältnissen an und führte, erhaltenen Programmheften zufolge, u. a. das Dramenfragment Der Wanderer. Ein Spiel in einem Prolog, elf Bildern und einem Epilog … auf, dessen Autor NS-Reichspropagandaminister Joseph Goebbels war. Andererseits wurden Werke der modernen Musik von Hindemith oder Krenek aufgeführt, und Franz Lehár dirigierte im Januar 1939 hier die Erstaufführung seiner Operette Giuditta.
Kurz nach Beginn des Zweiten Weltkriegs endete der Theaterbetrieb mit der letzten Vorstellung von Sonnenstrahl im Hinterhof am 11. September 1939, da kein Luftschutzkeller vorhanden war. Während des Krieges wurden das Gebäude zeitweilig als Lager für italienische Kriegsgefangene genutzt. 1943 wurde das Gebäude durch eine Brandbombe schwer beschädigt.
Nach Kriegsende diente es – ebenso wie zahlreiche andere unbeschädigt gebliebene Gebäude – als Notunterkunft für Ausgebombte und Flüchtlinge. Offenbar war die Rotunde mindestens bis 1951 noch als Arena nutzbar, denn am 21. August 1951 führten dort zwei Motorradartisten ihr Können beim Fahren an der senkrechten Innenwand einer dazu errichteten Eisentrommel vor. 1952 ging das Gebäude per Zwangsversteigerung an Kurt Ehrhardt über. Bis 1963 beherbergte der Bau ein Hotel, anschließend wurden bis zum Ende der 1970er Jahre Arbeitsmigranten, u. a. Arbeiter der Blohm + Voss-Werft, einquartiert, bevor er von verschiedenen Firmen als Lagerhalle genutzt wurde.
In den frühen Morgenstunden des 10. März 1975 war das Gebäude von einem Großfeuer stark beschädigt worden. Bereits im September 1974 war es nach einer Brandstiftung zu einem kleinen Feuer gekommen. In beiden Fällen kam kein Bewohner dauerhaft zu Schaden, ebenso wenig wie durch eine defekte Heizung, die im Februar 1964 für Rauchgasvergiftungen verantwortlich war.
Seit Ende der 1960er Jahre legten die Söhne des Erwerbers, Eberhard und Frank Ehrhardt, als Sprecher einer aus fünf Parteien bestehenden, verstreuten Erbengemeinschaft wiederholt neue Pläne für das Gebäude vor. Dazu gehörte laut einem Zeitungsartikel von September 1979 auch die Rückkehr des Zirkus Busch-Roland in eine neue Arena für bis zu 2500 Zuschauer, mit angeschlossenem Hotel und einer Ladenpassage. 1978 wird über ein Projekt des Zirkus Barum berichtet, die Schilleroper wieder dauerhaft als festen Zirkusbau und für einen sog. „Winterzirkus“ zu nutzen. Auch eine Theaternutzung wurde im Jahre 1979 noch einmal erwogen, als das Deutsche Schauspielhaus nach einer Ausweichspielstätte für die Spielzeit 1980/81 suchte, wofür das Gebäude renoviert und umgebaut werden sollte. Der Plan scheiterte jedoch am Einspruch des Bezirksamts Mitte, das sich auf die Ausweisung des Areals als Grünfläche im Bebauungsplan berief.
Ende der 1970er Jahre wurde das Gebiet „St. Pauli-Nord S1 Schilleroper“, welches bis 2004 städtebaulich saniert wurde, nach dem Gebäude benannt. Die Schilleroper wurde in diesem Zusammenhang zeitweilig als Standort für ein kommunales Stadtteilzentrum in Betracht gezogen, für das im Rahmen des sogenannten „Armutsbekämpfungsprogramms“ der Stadtentwicklungsbehörde ein besonders hoher Bedarf gesehen wurde. Sie unterliegt seither besonderen Bindungen und Auflagen des Baurechts, die Umbauten oder einen Abbruch mit zusätzlichen Genehmigungsanforderungen (sog. „sanierungsrechtliche Genehmigung“ nach §§ 144f. Baugesetzbuch) versehen. Diese Auflagen gelten fort, da das Grundstück der Schilleroper ausdrücklich nicht aus der Sanierungsbindung entlassen wurde.
Im Jahr 1986 wurde ein neuer Bebauungsplan (St. Pauli 24) aufgestellt, der anstelle der Schilleroper eine „Gemeinbedarfsfläche“ mit öffentlich begehbarer Marktfläche und Läden zur Nahversorgung vorsah. Zu dieser Zeit wurde ein (Teil-)Abbruch bzw. umfassender Umbau des Gebäudes als vorteilhaft betrachtet, weil man bei einer Wiederbelebung als Theater oder Veranstaltungszentrum mit nicht hinnehmbaren Lärm- und Verkehrsbelastungen für das hoch verdichtete, umliegende Wohn- und Gewerbegebiet rechnete. Zudem hatte das nördlich anschließende Schanzenviertel noch nicht den Charakter eines über Hamburg hinaus bekannten Ausgeh- und Vergnügungsstadtteils, so dass eine „neue Schilleroper“ als Fremdkörper ohne wirtschaftlich tragfähige Perspektive erschien.
Trotzdem begannen die Eigentümer des Ensembles 1988 mit den Vorbereitungen für eine erneute kulturelle Nutzung, zunächst in Form eines Kulturvereins, der auch den Betrieb des Kinos in der nahe gelegenen Bernstorffstr. 93-95 wieder aufnahm. Anfang der 1990er Jahre wurden von Seiten des Eigentümers und Geschäftsführers der Hanseatischen Mediengesellschaft Schilleroper mbH, Eberhardt Ehrhardt, auf Grundlage des Bebauungsplans von 1986 weitere neue Planungen für ein Veranstaltungszentrum, Büros, Restaurants und Läden an die Öffentlichkeit getragen: Nach Plänen des Hamburger Architektenbüros BRT (Bothe, Richter, Teherani) sollte dazu der Zentralbau abgebaut, saniert und auf einem 5 Meter hohen Sockel als Veranstaltungsbereich für bis zu 800 Personen neu errichtet werden. Dies wurde vom zuständigen Bezirk Hamburg-Mitte jedoch mit folgender Begründung zurückgewiesen:
„Der Kern der Nutzung, nämlich der multifunktionale Veranstaltungsbereich sowie die Büronutzung, schließen Musik, Theater, Konferenzen und weitere Veranstaltungen ein, deren planungsrechtliche Unzulässigkeit bereits gerichtlich festgestellt wurde.“
Seit 1993 klagte der Eigentümer in mehreren Instanzen auf Befreiung von den Festsetzungen des Bebauungsplans und des Erneuerungskonzepts für das Sanierungsgebiet. Daraufhin forderten Kommunalpolitiker wegen fortgesetzter Verstöße gegen das Sanierungsziel ein Enteignungsverfahren gegen den Eigentümer einzuleiten.
In den 1990er Jahren kam es auch wegen der Unterbringung von vorwiegend afghanischen Asylbewerbern in dem bereits stark „herunter gekommenen“ Gebäude zu heftigen politischen Auseinandersetzungen. Die Anbauten waren bereits seit Januar 1990 mehrere Jahre lang zur Unterbringung von Asylbewerbern genutzt worden. Von 1997 mietete der Bezirk Hamburg Mitte, auf Veranlassung des Bezirksamtsleiters Rolf Miller (SPD), erneut Unterkünfte in dem Gebäude von der Pächterin „PR Beherbergungs-Betriebe GmbH (Norderstedt)“ an, um darin 70 Flüchtlinge unterzubringen.
Diese Unterkünfte wurden vom Hamburger Flüchtlingsrat als menschenunwürdig eingestuft, da es hineinregnete und in diversen Räumen Köder zur Rattenbekämpfung ausgelegt werden mussten. Auch fehlten Kochgelegenheiten, Sanitäreinrichtungen und sogar Heizungen weitgehend. Daher protestierten zum Umzug aufgeforderte Asylbewerber aus einer benachbarten Unterkunft in der Schanzenstr. 2-4 heftig gegen die behördlichen Umzugsanordnungen. Selbst die zuständige Sozialdezernentin des Bezirksamts weigerte sich, eine Zwangseinweisung afghanischer Familien vornehmen zu lassen. Nachdem das Verwaltungsgericht die Einweisungsverfügung des Bezirksamts Mitte in einer Eilentscheidung für rechtswidrig erklärt hatte, wurden schließlich nicht, wie anfangs geplant, rund 20 Familien dort einquartiert, sondern überwiegend alleinstehende Männer aus Afghanistan und dem ehemaligen Jugoslawien sowie Obdachlose. Dies veranlasste den Eigentümer in der Folgezeit zu einer Klage auf Schadensersatz wegen höheren Energieverbrauchs, erhöhten Betreuungsaufwands und vorgeblicher Schäden durch Vandalismus.
Parallel dazu wurden Klagen und Zwangsmaßnahmen gegen die sanierungsunwillige Eigentümergemeinschaft Mareike Janssen, Margitta & Matthias Detjen eingestellt, um ihr die Einleitung einer Sanierung nach den Vorgaben des Erneuerungskonzepts für das Gebiet Schilleroper zu ermöglichen. Ein städtebaulicher Vertrag, der die Eigentümer im Gegenzug für die Anmietung des Gebäudes zu einer Sanierung verpflichtet hätte, wurde jedoch nicht abgeschlossen. Die Eigentümer reichten daher im Mai 1998 erneut einen Bauvorbescheidsantrag für den Umbau nach den Plänen des Büros BRT ein, der von der Hanseatica Property Development GmbH & Co. KG finanziert werden würde und den Abbruch großer Teile des Ensembles zugunsten neuer Büro-, Gastronomie- und Einzelhandelsflächen sowie einer Tiefgarage mit 90 Stellplätzen vorsah.
Während man 1998 noch den Abriss plante, wird das Gebäude (und hier insbesondere das Stahlskelett als Beispiel früh-industrieller Tragwerksarchitektur) heute in der Liste der denkmalwürdigen Gebäude geführt.  2012 wurde das Gebäude unter Denkmalschutz gestellt, welcher 2013 vom Oberverwaltungsgericht bestätigt wurde.
Das Gebäude erschien vor der Jahrtausendwende im oberen Teil als Rotunde (Rundbau). Den Dachaufbau bildete eine sog. Laterne, d. h. ein leuchtturmartiges Oberlicht. Der ein- bis zweigeschossige untere Teil bestand aus niedrigen Vorbauten mit Fenstern sowie einem 2-geschossigen, kubischen, verputzten Eingangsbereich (zeitweilig mit der Aufschrift „Neue Schilleroper“ und einem Schiller-Porträt). Im zweigeschossigen Foyer befand sich seit 1990 ein italienisches Restaurant und – nach einer längeren Umbauzeit – ab Februar 1994 das Bar-Restaurant „Alte Schilleroper“, welches gehobene Gastronomie anbot. Da dieses Angebot offenbar zu diesem Zeitpunkt nicht standortgerecht war, wurde das Restaurant seit Februar 1997 zum Musikclub umgenutzt.

### 21. Jahrhundert
Im Jahr 2000 wurden im Foyer Swing-Partys mit Musik aus den 1930er und 40er Jahren durchgeführt, die an die frühere Theaternutzung anknüpfen sollten. Die gastronomische und Veranstaltungsnutzung des Foyergebäudes wurde anschließend fortgesetzt. Gleichzeitig setzten auch die Stadt Hamburg und die Eigentümer den seit Jahrzehnten geführten Streit um das Gebäude und seine Zukunft fort.
Zunächst wurde jedoch im Herbst 2001 ein neues bauliches Konzept für den Erhalt präsentiert. Es umfasste die „Translozierung“ (Versetzung) der Rotunde, die Sanierung des – zuvor vollständig demontierten – Stahlskelettbaus und eine ergänzende Mantelbebauung, bestehend aus einem ca. 21,5 Meter hohen Wohn- und Gewerbegebäude im Süden des Grundstücks und einem maximal 10 Meter hohen Verbindungsbau. Grundlage des Konzepts war ein neuer, vorhabenbezogener Bebauungsplan (St. Pauli 42 – Schilleroper) des renommierten Hamburger Stadtplaners Jo Clausen-Seggelke, der einvernehmlich mit den Eigentümern aufgestellt worden war. Er umfasst ausschließlich den Baublock der Schilleroper zwischen den Straßen Bei der Schilleroper und Lerchenstraße. Dieser Plan wurde am 18. Oktober 2004 amtlich festgestellt, verschwand jedoch für das gesamte folgende Jahrzehnt in der Schublade.
Als Zwischennutzung wurde bereits seit Juli 2003 für zweieinhalb Jahre im Vorbau der Rotunde der Subkultur-Club „Schilleroper“ betrieben. Hier traten nationale wie internationale Künstler in zahlreichen Konzerten und Lesungen auf, so dass die „Schilleroper“ schnell auch über Hamburg hinaus bekannt und zu einer „angesagten Location“ wurde. Auch zahlreiche Musiker und Gruppen der sog. „Hamburger Schule“ traten hier auf.
Am 31. März 2006 wurde der Club aus vertraglichen sowie finanziellen Gründen wieder geschlossen und reihte sich damit in eine lange Reihe von Club-Schließungen ein. Seit dieser bisher letzten Zwischennutzung sind sowohl der Zentralbau als auch die Anbauten ungenutzt, während sich das Umfeld immer stärker kommerzialisiert. 2008 bemühten sich Bernhard Paul (Gründer des Circus Roncalli) sowie die Betreiber eines benachbarten Kinos erfolglos um den Erwerb bzw. die Anmietung der Schilleroper. Zu Beginn des Jahres 2011 wurde den Eigentümern gerichtlich ein weiterer Vergleichsvorschlag zur Erhaltung und Sanierung des Gebäudes auf Basis des geltenden Bebauungsplans unterbreitet. Er umfasst u. a. die Versetzung der Rotunde und eine Mantelbebauung auf dem dadurch arrondierten Grundstücksrest.
Für eine Instandhaltung oder einen Umbau des Gebäudes gab es bis zum Herbst 2011 ebenso wenig Hinweise wie auf alternative Möglichkeiten einer zeitweiligen oder dauerhaften Nutzung. Am 1. Oktober 2011 besetzten Aktivisten das leerstehende Gebäude, die Aktion wurde aber nach wenigen Stunden durch einen Polizeieinsatz beendet. 2017 versuchten die Eigentümer den Denkmalschutzstatus zu kippen, wogegen sich eine Bürgerinitiative formierte.
2018 forderte die Kulturbehörde die Eigentümerin auf, das Dach zu sanieren. Käme die Eigentümerin der Aufforderung nicht nach, würde das Gebäude auf Kosten der Eigentümerin von der Stadt saniert.

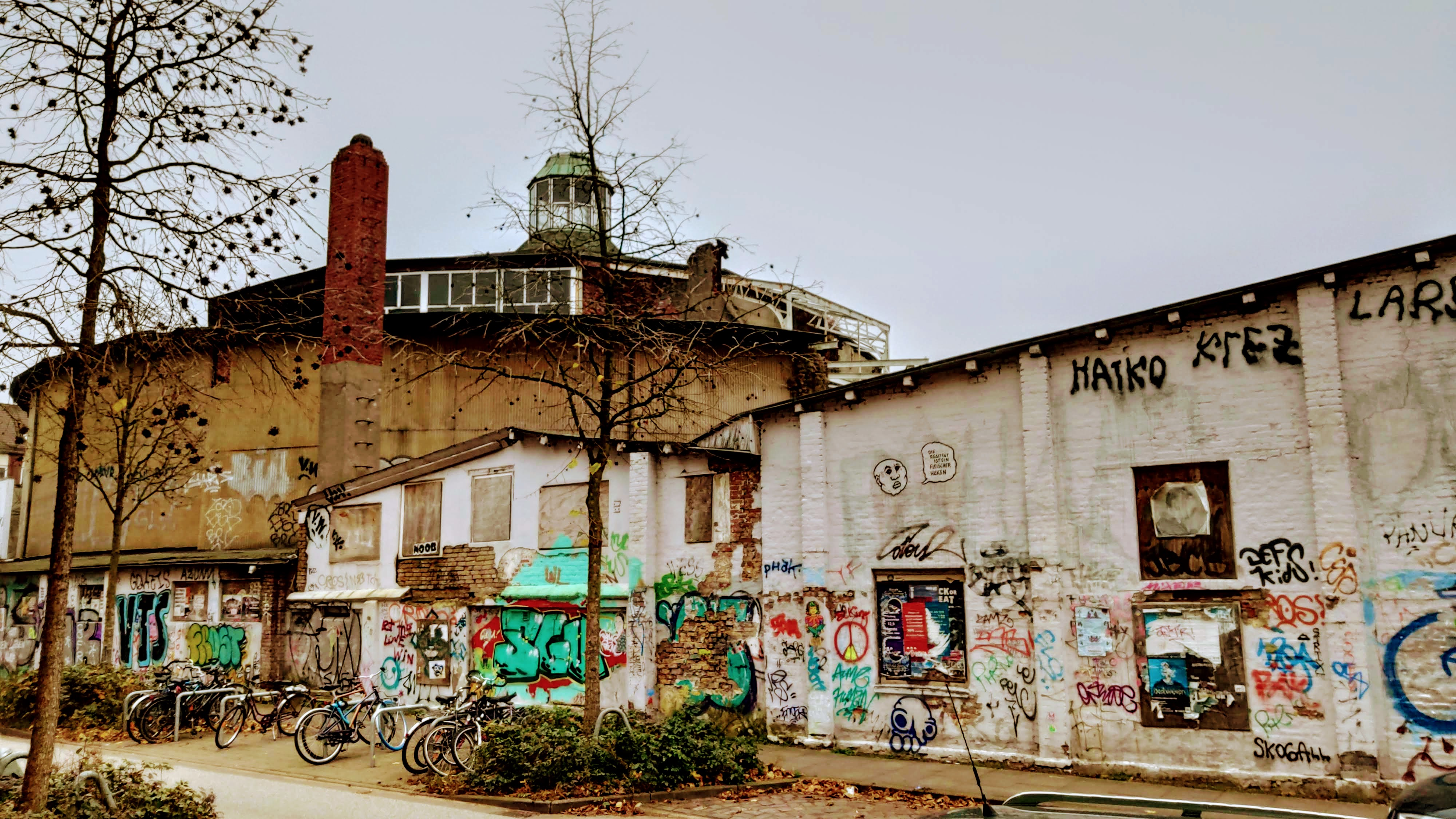
Schilleroper Hamburg 2019 (vor Freilegung der Rotunde)

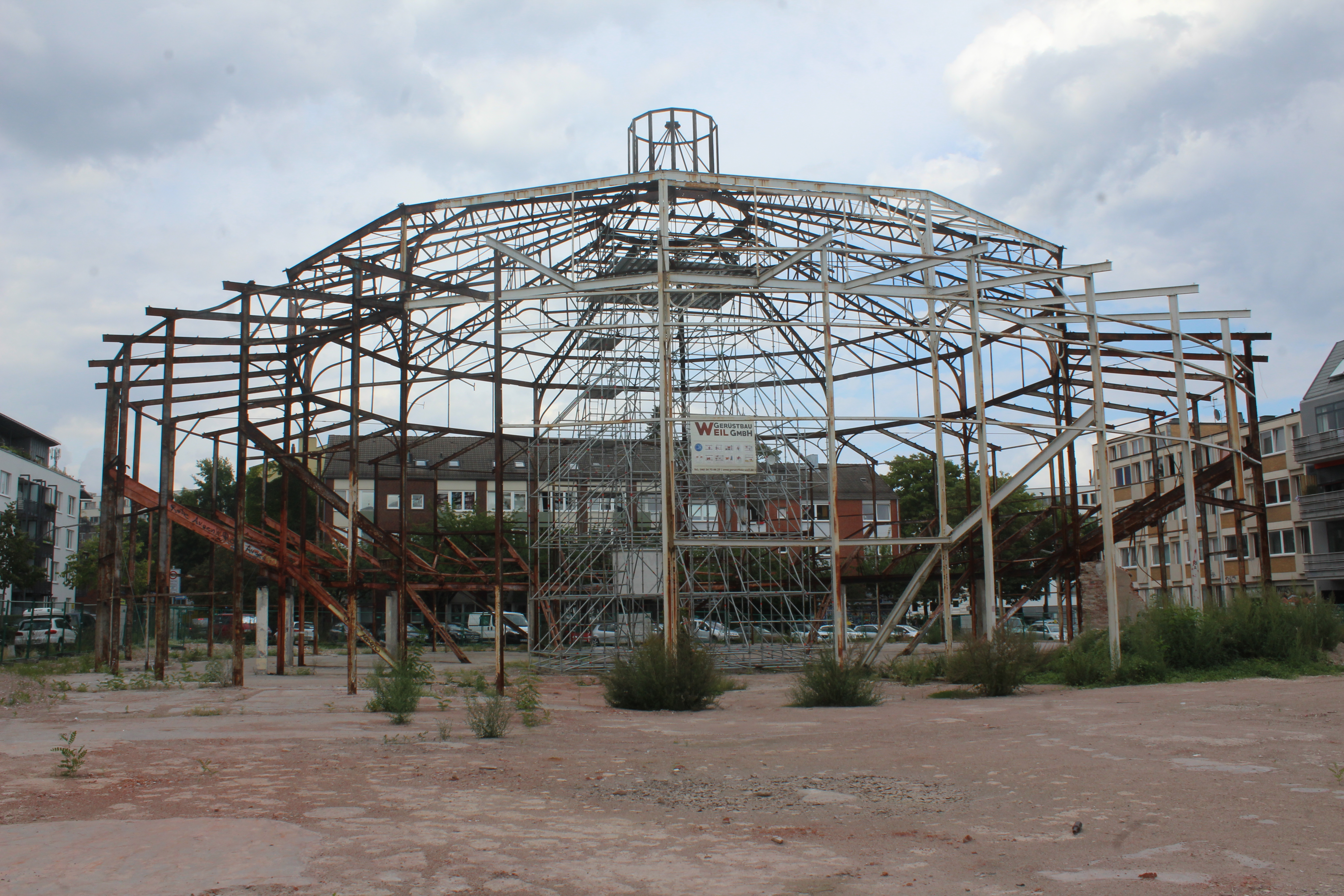
Zustand im August 2022

Nach weiteren gerichtlichen Auseinandersetzungen sowie einer zum Jahresende 2020 erneut ergebnislos verstrichenen Fristsetzung der Stadt musste Ende März 2021 wegen Einsturzgefahr mit dem Abriss einiger Nebengebäude begonnen werden. Mitte April 2021 erklärte die Eigentümerin, die Sicherung des denkmalgeschützten Stahlgerüsts der Rotunde nun vornehmen zu wollen. Die zunächst problemlos angelaufene Entkernung musste Ende August 2021 wegen unsachgemäßer Durchführung durch die Stadt gestoppt werden. Das Bauwerk wurde bis zum Frühjahr 2022 durch eine Stützkonstruktion gesichert, die Bauarbeiten stehen seitdem still.
Die Stadt befindet sich mit dem Eigentümer in Verhandlungen, damit Maßnahmen zum Korrosionsschutz durchgeführt werden. Der Eigentümer hatte zwischenzeitlich erneut einen Abbruchantrag gestellt, der jedoch aufgrund fehlender Unterlagen als zurückgenommen gilt. Da sich weiter keine Einigung über das Vorgehen beim Korrosionsschutz abzeichnete, bereiteten Denkmalschutzamt und örtliche Behörden eine Ersatzvornahme vor. Die Initiative zum Erhalt der noch stehenden Rotunde setzte sich weiterhin für den Bestand und eine zukünftige gesellschaftliche Nutzung des Baudenkmals ein. Die Stadt wollte bis zum Herbst 2023 feststellen lassen, ob das Gerüst gerettet werden kann und damit Rechtssicherheit schaffen, ob die Korrosionsschutzmaßnahmen zwangsweise durchgeführt werden können. Das Verfahren verzögerte sich jedoch deutlich. Das im August 2023 beauftragte Gutachten wurde erst im März 2024 präsentiert und kam zu dem Ergebnis, dass die Stahl-Rotunde erhalten bleiben könne, da nur 10 % der Konstruktion erneuert werden müsste und das Gebilde sonst in einem guten Zustand sei. Damit ging der Streit zwischen der Eigentümerin Schilleroper Projekt GmbH und der Stadt Hamburg in die nächste Runde, denn vor Zwangsmaßnahmen durch die Stadt steht zunächst eine Anhörung. Deren Beschlüsse können dann wieder angefochten werden. Ende August 2024 wurde erneut ein Abrissantrag durch die Eigentümerin eingereicht, aber die Stadt hatte bereits zuvor ein Sicherungsverfahren eingeleitet. Gegen die Sicherungsverfügung der Stadt Hamburg ist die Eigentümerin juristisch vorgegangen.

## Rezeption
Eine ausführliche Beschreibung der Geschichte und Nutzung der Schilleroper bis zum Beginn der 1980er Jahre, gestützt auf Berichte und Lebensbeschreibungen von Künstlern und Mitarbeitern der Theater- und Unterhaltungsbetriebe, findet sich in dem Taschenbuch Die Schiller-Oper in Altona: Eine Archäologie der Unterhaltung von Horst Königstein. Die unterschiedlichen historischen Episoden sind mit zahlreichen Abbildungen illustriert. Ergänzend zum Buch entstand Anfang der 1980er Jahre der Film Schiller-Oper: Ein vergessenes Theater in Hamburg-Altona.

## Film
- Horst Königstein (Regie): Schiller-Oper: Ein vergessenes Theater in Hamburg-Altona., 1980, Festival dei Popoli, Florenz; (Fernsehfilm: 90 Minuten. TV-Erstausstrahlung: NDR-Fernsehen, 2. Januar 1981.)[46]

## Hörfunk
- NDR 90,3 – Abendjournal Spezial: Schilleroper; Autor: Daniel Kaiser; Sendetermin: 19. Februar 2011, 20.10 Uhr; Dauer: 33:36 Minuten